# Zachariae
Zachariae ist ein Ortsteil der Gemeinde Siedenbrünzow im Landkreis Mecklenburgische Seenplatte in Mecklenburg-Vorpommern. 

## Geographie

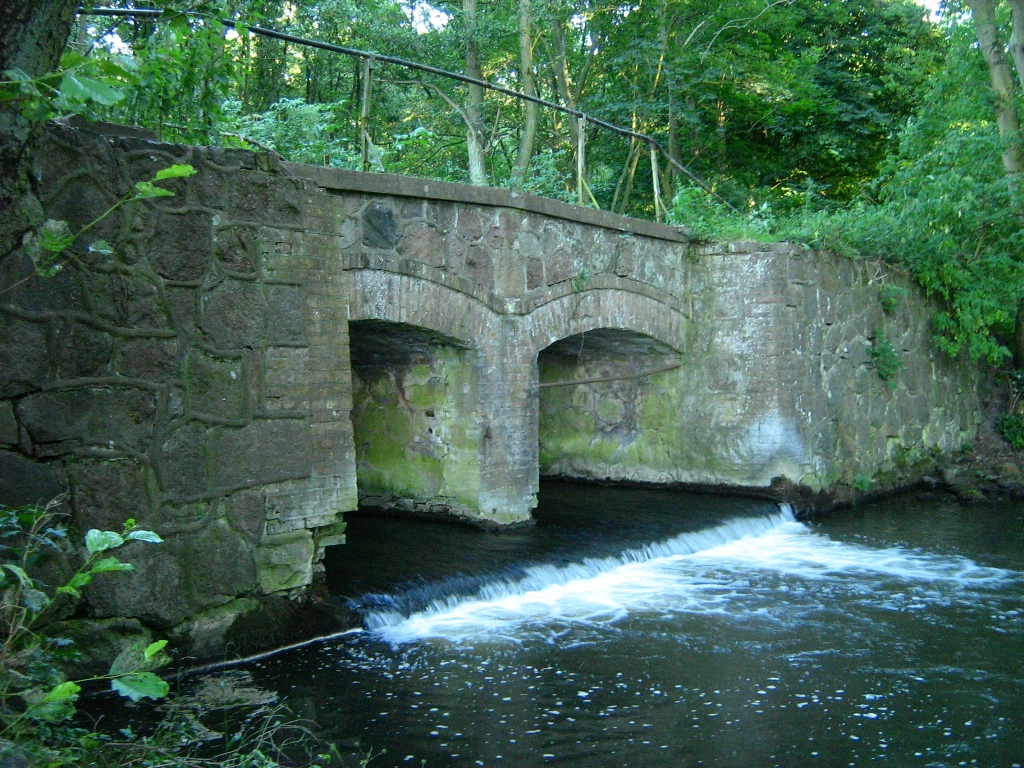
Augrabenbrücke bei Zachariae

Das Dorf liegt östlichen Ufer des Augrabens, etwa 1,5 Kilometer vor dessen Einmündung in die Tollense. 
Die Ortschaft ist umgeben am westlichen Augrabenufer vom Vorwerker Wald, nördlich von den Tollensewiesen, östlich von Feldern und südlich von den Wiesen des Augrabentals.
Die Wiesen der Umgebung enthalten Torf.

## Geschichte
Der Ort geht auf eine 1264 erwähnte Mühle zurück. Namensgeber der als „molendini Zacharie“ bezeichneten Wassermühle war möglicherweise ein 1249 bezeugter Zacharias de Bassedouue. Zur Mühlengerechtigkeit gehörte, dass das Getreide aus der Stadt Demmin mit dem Fuhrwerk geholt und das Mehl wieder zurücktransportiert werden musste. Später wurde die sogenannte Zachariner Mühle auch als Schneide-, Öl- und Lohmühle eingesetzt.
Zachariae gehörte zusammen mit Sanzkow zum Lehnsbesitz der Familie von Podewils, nachweisbar ab 1515. Nach dem Kataster der vorpommerschen Landesmatrikel von 1739 bestand der Ort aus einer Mühle und einem Ackerwerk. 
Im Jahr 1851 kam der Ort in den Besitz der in Mecklenburg auf Rederank ansässigen Familie Erichson. 1862 hatte Zachariae 44 Einwohner. 
Für 1942 ist ein Münzfund beschrieben.
Bis zur Eingemeindung nach Siedenbrünzow 2004 gehörte Zachariae zur Gemeinde Sanzkow.

## Verkehr
Nordöstlich des Ortes verläuft die Bahnstrecke Stralsund–Neubrandenburg. Der nächste Haltepunkt, außerhalb des Dorfes bereits auf dem Gebiet der Gemeinde Utzedel gelegen, wurde Mitte der 1990er Jahre geschlossen.
Busse der Demminer Verkehrsgesellschaft bedienen die Haltestelle Zachariae Abzweig nur von Montag bis Freitag.
Die einzige Zufahrt zum Ort ist die von der Landesstraße 271 abzweigende Dorfstraße.